# David Hunt (politicus)
David James Fletcher Hunt, Baron Hunt van Wirral (Wrexham, Wales, 21 mei 1942) is een Brits politicus van de Conservative Party.
- Bibliothèque nationale de France: cb16255476x (data)
- International Standard Name Identifier: 0000 0001 1007 0932
- Library of Congress Control Number: nb2018017262
- Nederlandse Thesaurus van Auteursnamen: 068340583
- SNAC: w6mk7q0m
- Système universitaire de documentation: 13089298X
- Virtual International Authority File: 14153651724555781817